# Komatsu, Ishikawa
Komatsu (小松市 Komatsu-shi) là một thành phố thuộc tỉnh Ishikawa, Nhật Bản.